# Àguila solitària negra
L'àguila solitària negra (Buteogallus solitarius) és una espècie d'ocell de la família dels accipítrids (Accipitridae). Habita la selva humida i boscos de pins de les terres altes de la zona Neotropical, des de l'oest de Mèxic cap al sud, a través d'Amèrica Central, nord de Veneçuela, sud de Colòmbia, est de l'Equador i del Perú, Bolívia i nord-oest de l'Argentina. El seu estat de conservació es considera gairebé amenaçat.

## Taxonomia
Tradicionalment inclòs al gènere Harpyhaliaetus, s'inclou avui al gènere Buteogallus, arran els treballs d'Amaral et al. (2009)